# The Dollar Bottom
The Dollar Bottom é um filme de drama em curta-metragem britânico de 1980 dirigido e escrito por Roger Christian, James Kennaway e Shane Connaughton. 
Venceu o Oscar de melhor curta-metragem em live action na edição de 1981.

## Elenco
- Robert Urquhart
- Rikki Fulton - Karl
- Jonathan McNeil - Taylor 2
- Angus Reid - Graham
- Iain Andrew - Browne
- David Bullion - Macadam
- Martin Thom - Macbeth
- Neil Crossan - Knox
- John Field - Hepburn
- Peter Adair - Moncrieff
- David Mowat - Porter
- Ruth Munroe - Mrs. Maclaren